# Minoru Niihara
Minoru Niihara (二井原 実, Niihara Minoru) (Osaka, 12 de março de 1960) é o vocalista original e atual da banda de heavy metal japonesa Loudness.

## Biografia

### Início de carreira e primeiros anos com Loudness
Sua primeira banda foi Earthshaker, na qual tocava baixo e cantava. Seu estilo vocal foi influenciado por cantores de blues (sendo muito devoto à soul music) mas adequadamente adaptado para os tons mais agudos requeridos nas atuações dos cantores de heavy metal à época. Ele foi selecionado para a banda em 1981, após uma audição para o guitarrista Akira Takasaki, que juntamente com Munetaka Higuchi já formava o Loudness. Sua voz e as guitarras virtuosas de Takasaki tornaram-se marcas registradas do conjunto. Apesar de seus três primeiros discos de estúdio serem cantados quase que totalmente em japonês, ele já fazia uso do inglês em refrões e shows dentro e fora do Japão. Apenas com o quinto. álbum, Disillusion (quarto registro de estúdio), ele grava, em uma edição chamada English Version, vocais integralmente cantados na referida língua.

### Saída e carreira fora de Loudness
Após o lançamento de Jealousy, ele deixa Loudness em 1988, apesar da aparente estabilidade e sucesso da banda. Fato que foi, portanto, noticiado com bastante repercussão na mídia especializada e dentre fãs, ocasionando uma dificuldade extra para a posição de um provável substituto, sobretudo dentre opções de cantores de origem japonesa. Essa questão foi resolvida, finalmente, pela escolha do cantor de origem estadunidense Mike Vescera, proveniente da banda americana Obsession. Niihara então envolveu-se em diferentes projetos de menor repercussão e mais restritos ao Japão.

### Regresso ao Loudness e anos seguintes
Tendo trabalhado em diferentes bandas (incluindo Ded Chaplin, Sly e X.Y.Z.→A) e em sua carreira solo, ele regressa ao Loudness em 2001, sob um projeto de Akira Takasaki de reformular a banda, contando com seus integrantes da formação original. Foram um telefonema de seu antigo parceiro, enquanto realizava turnês pelo Japão, e a perspectiva de comemorações de 20 anos de carreira de Loudness que o fizeram aceitar a proposta.
São seus álbuns solo: One de 1989 e Ashes To Glory de 2006, além de outros registros à frente de Sly e da X.Y.Z.→A.
Em 2008, iniciou um projeto paralelo chamado Nishidera Minoru, com Keiko Terada, vocalista da Show-Ya, e Masafumi ”Marcy” Nishida, vocalista da Earthshaker. Este projeto lançou um álbum e organizou um evento chamado HARD NA YAON em 2009.
Em 2012, em meio ao lançamento do álbum 2*0*1*2, declarou em entrevista que desejava há muito tempo uma homenagem, que acabou póstuma, a Ronnie James Dio. Tal desejo resultou na letra e música The Voice of Metal, incluída nesse trabalho.
Minoru Niihara está atualmente em seu segundo casamento. Ao longo de 2016 foram feitas celebrações dos 35 anos de Loudness em diferentes festivais de verão pela Europa, com previsão também dos festivais Open-Air na Alemanha e na República Tcheca para 2017.

## Discografia

### Álbuns solo
- One (1989)
- Ashes to Glory (2006)
- R&R Gypsy Show (ao vivo 2008)
- Tower of Power Night Live (ao vivo 2011)

### Álbuns com Loudness
- The Birthday Eve (1981)
- Devil Soldier (1982)
- The Law of Devil's Land (1983)
- Live-Loud-Alive: Loudness in Tokyo (Ao Vivo 1983)
- Disillusion (1984)
- Disillusion (1984) - English Version
- Odin (EP 1985)
- Thunder in the East (1985)
- Shadows of War (1986)
- Lightning Strikes (1986) - Remix de Shadows of War para o mercado dos E.U.A.
- 8186 Live (Ao Vivo 1986)
- Hurricane Eyes (1987)
- Hurricane Eyes (1987) - Japanese Version
- Jealousy (EP 1988)
- Eurobounds (live 2000)
- Spiritual Canoe (2001)
- The Soldier's Just Came Back (Ao Vivo 2001)
- Pandemonium (2001)
- Biosphere (2002)
- Loudness Live 2002 (Ao Vivo 2003)
- Terror (2004)
- RockShocks (2004)
- Racing (2004)
- Breaking The Taboo (2006)
- Metal Mad (2008)
- The Everlasting (2009)
- King of Pain (2010)
- Eve to Dawn (2011)
- 2012 (2012)
- The Sun Will Rise Again (2014)

Fonte: Página oficial da banda

### Álbuns com Ded Chaplin
- 1st (1990)
- Rock the Nation (1991)
- Final Revolution (1992)

Fonte: J-Music Ignited

### Álbuns com Sly
- Sly (1994)
- Dreams of Dust (1995)
- Key (1996)
- Vulcan Wind (1998)

Fonte: Encyclopaedia Metallum

### Álbuns com X.Y.Z.→A
- Asian Typhoon (1999)
- Asian Typhoon (2000) - English Version
- Metalization (2000)
- Metalization (2001) - English Version
- Life (2002)
- IV (2003)
- X.Y.Z.→ALIVE (live 2004)
- Wings (2006)
- Learn from Yesterday! Live for Today! Hope for Tomorrow! (2009)
- Seventh Heaven (2013)

### Álbuns com Nishidera Minoru
- Fuzoroi no Rock Tachi Sono 1 (2009)

### Colaborações com outros artistas
- Akira Takasaki - Tusk of Jaguar (1982)
- M.T. Fuji - Human Transport (1983)
- Cozy Powell Forever ~ Tribute to Cozy Powell (1998)